# Laval-Atger
Laval-Atger ist eine Ortschaft in Okzitanien in Frankreich. Die vormals eigenständige Gemeinde des Kantons Langogne ging mit Wirkung vom 1. Januar 2017 mit Saint-Bonnet-de-Montauroux in der Commune nouvelle Saint Bonnet-Laval auf. Seither ist sie eine Commune déléguée.

## Geografie, Infrastruktur
Hier mündet der Grandrieu in den Chapeauroux. Laval-Atger wird von der Route nationale 88 tangiert.
Nachbarorte sind Saint-Bonnet-de-Montauroux im Norden und im Nordosten, Auroux im Südosten, Grandrieu im Südwesten und Saint-Symphorien im Westen.

## Bevölkerungsentwicklung
| Jahr      | 1962 | 1968 | 1975 | 1982 | 1990 | 1999 | 2008 |
| --------- | ---- | ---- | ---- | ---- | ---- | ---- | ---- |
| Einwohner | 202  | 161  | 202  | 240  | 203  | 190  | 166  |